# Henrik Thomas Adlercreutz
Henrik Thomas Adlercreutz, född 1 februari 1848 i Sjundeå i Storfurstendömet Finland, död 19 juni 1892 i Sjundeå, var en finlandssvensk godsägare och lantdagsman.
Adlercreutz föräldrar var hovrättsnotarie och godsägare Tomas Erik Robert Adolf Adlercreutz samt Amalia Matilda Printz. Adlercreutz tog studenten vid Helsingfors universitet och ägde Sjundby slott i Sjundeå. Vid lantdagen år 1891 representerade Adlercreutz adeln. Sjundeå sparbank grundas av Tomas Adlercreutz på Sjundby år 1876. Adlercreutz var gudfar till konstnären Helene Schjerfbeck, som vistades mycket på Sjundby i sin barn- och ungdom.